# Ocnogyna oberthuri
Ocnogyna oberthuri är en fjärilsart som beskrevs av Rothschild. Ocnogyna oberthuri ingår i släktet Ocnogyna och familjen björnspinnare. Inga underarter finns listade i Catalogue of Life.